# Brawl Stars
Brawl Stars es un videojuego multijugador para móviles disponible en Android y iOS, desarrollado por Supercell y lanzado globalmente en 2018. La versión beta del juego fue lanzada el 14 de junio de 2017 solo para Canadá, Australia y Nueva Zelanda con temáticas simples y mecánicas difíciles, mientras que la versión global se lanzó agregando un apartado visual con mayor detalles interesantes y diferentes funcionalidades, que se agregaron el 12 de diciembre de 2018. Actualmente lleva 6 años de existencia en el mundo de los videojuegos móviles.

## Juego
Los objetivos principales del juego son conseguir la mayor cantidad de trofeos y brawlers (personajes de Brawl Stars), para progresar en un camino de trofeos y cuando ya tienes 12 brawlers llegar a maestros en el modo competitivo. Los jugadores entran a diferentes modos de juego multijugador con sus personajes, cada uno con habilidades únicas, que luchan en diferentes modos de juego para subirlos de rango, trofeos y maestría. También los jugadores pueden unirse a clubes con sus compañeros o amigos y hacer partidas amistosas o incluso crear sus propios mapas de juego.

## Trofeos
Los trofeos son un conteo especial de las estadísticas del jugador. Se consiguen o pierden varios al terminar una partida, más o menos cantidad depende de tu posición en ella.

### Camino de Trofeos
Los trofeos que el jugador consigue con cada brawler se van acumulando en su perfil, aunque también hay un camino de trofeos global. La cantidad de trofeos que posea le permitirá desbloquear recompensas definidas en el camino de trofeos. A medida que se consigan más trofeos, las recompensas aumentan y es cada vez más difícil progresar. 
Las recompensas que se incluyen dentro del camino de trofeos son:
- Monedas
- Puntos de Fuerza
- Eventos
- Créditos
- Sprays
- Starr Drops
- Blines

## Objetos del juego

### Monedas y divisas del juego
- Monedas:

Es la divisa principal del juego. Se puede obtener principalmente de la tienda, de las maestrías y del Brawl Pass, aunque también de las Starr Drops y de ciertos eventos. Se usa para mejorar brawlers y para comprar sus habilidades, aunque también se pueden comprar aspectos plateados y dorados de los brawlers con esta divisa.
- Gemas:

Las gemas son la moneda prémium del juego. Su diseño es similar al de las gemas de otros juegos de Supercell. Se obtienen principalmente comprándolos en la tienda, aunque se pueden obtener gratuitamente en el Brawl Pass o en eventos. Se usan para comprar monedas, aspectos, reacciones y sprays, y también ofertas de la tienda y/o para desbloquear brawlers. Antiguamente se podían usar para comprar el Brawl Pass, aunque está opción se eliminó el 4 de enero de 2024 en la temporada 21.
- Puntos de fuerza:

Los puntos de fuerza son monedas cuyo único y principal uso es mejorar brawlers, junto con las monedas. Se obtienen en el Brawl Pass, en las maestrías y en las Starr Drops.
- Créditos:

Los créditos son divisas que sirven para desbloquear brawlers en el Camino Starr. Se obtienen en el Brawl Pass, en las maestrías y raramente en las Starr Drops.
- Blines:

Los blines son monedas que fueron añadidas el 24 de abril de 2023, en la Temporada 18, para sustituir a los puntos estelares. Sirven como alternativa gratuita para comprar cosméticos. Se obtiene principalmente en el modo Competitivo, en el Brawl Pass de pago y en las cajas de trofeos.
- Experiencia:

Eran la divisa que servía para progresar en el Brawl Pass, se obtenía en las misiones del Brawl Pass y diariamente. Previo al 12 de diciembre del 2023, se denominaban Fichas de batalla.

### Recompensas del juego

#### Premios Starr[3]
Tras eliminar las cajas, los jugadores reclamaban un nuevo sistema de recompensas aleatorias. Los Premios Starr tienen distintas rarezas y cuatro oportunidades de mejorarla, a cada oportunidad puede mejorar la rareza o quedarse como estaba, cada una las rarezas tienen distinta probabilidad de aparecer. Se pueden obtener en eventos, el camino de trofeos, niveles del Brawl Pass y como recompensas por victorias diarias.
También existen los Premios Starr competitivos, los cuales solo se pueden obtener en el modo Competitivo. Se obtienen al alcanzar las correspondientes marcas II y III en cada rango principal (menos en Maestros).

## Modos de juego
Existen varios modos de juego. Cada modo te puede dar diferentes trofeos dependiendo de la dificultad y otros, solo dan fichas. Existen 3 clases de modos: los normales, que a su vez pueden ser permanentes o rotativos, los modos de juego de fin de semana y los modos de juego de Temporada. Los modos de juego son:

### Modos de juego normales
Los modos de juego normales son aquellos modos de juego que siempre están presentes dentro de la pantalla de selección de modos de juego y en los que el usuario puede ganar o perder trofeos. Los mapas cambian para generar mayor diversidad en los combates. Hay 6 modos de este tipo, que son:
- Permanentes

Corresponden a juegos permanentes que son jugables durante toda la semana, los mapas cambian o rotan cada un día. 
| Nombre del modo de juego | Descripción |
| ------------------------ | --- |
| Atrapagemas              | Es un modo de juego 3c3 en el que el objetivo principal es conseguir 10 gemas y retenerlas hasta que acabe el contador de 15 segundos. El tiempo máximo de una partida son 3 minutos y medio y si se acaba y ningún equipo ha conseguido 10 gemas, ganará el que más gemas tenga. |
| Supervivencia            | Es un modo de juego de 10 jugadores en el que el último jugador que quede vivo gana. Los cubos de fuerza, hacen que el daño y la vida del Brawler aumenten (5% el daño y 400 puntos de vida), y para conseguirlos debes eliminar enemigos o romper cajas. Se generan nubes tóxicas, que, al estar dentro de ellas restan vida dependiendo de la salud del brawler. Se puede jugar de tres maneras: - Solo: Diez brawlers tendrán que enfrentarse en un todos contra todos. Si te eliminan no podrás volver y gana el último en pie. - Dúo: Cada jugador tiene un compañero. Son 5 equipos de 2. Si eliminan a uno, este tendrá que esperar 15 segundos pero si el otro compañero también es eliminado, se acaba la partida para ambos. Los cubos de fuerza que recojas, también se le otorgan a tu compañero. - Trío: Cada jugador tiene 2 compañeros. Son 4 eqipos de 3. Si eliminan a uno, este tendrá que esperar 15s para volver pero si los otros 2 compañeros también son eliminados, se acab la partida para los tres. Los cubos de fuerza que recojas también van para tus compañeros a excepción de que este muerto. |
| Balón Brawl              | Es un modo de juego 3c3, con temática de fútbol, cuyo objetivo es anotar un gol dentro de la portería del equipo enemigo. El primero que anote dos goles al equipo enemigo ganará. El juego dura 2 minutos y medio con una prórroga al estilo gol de oro de un minuto de duración, en la que se eliminan los muros. |
| Noqueo                   | Es un modo de 3c3 que consiste en eliminar al resto del equipo enemigo y ganar un total de 2 rondas. Si alguien de tu equipo o del equipo enemigo muere, este no puede reaparecer hasta la siguiente ronda. Después de un tiempo, van apareciendo nubes venenosas desde los laterales al centro. |
| Duelos                   | Es un modo 1vs1 y para jugar, se deben elegir 3 brawlers diferentes y se harán rondas diferentes. Si eliminas a un brawler rival, mantendrás tu brawler, pero si te eliminan, cambiarás de brawler. Si gastas gadgets, contarán para los siguientes brawlers y también se guardará tu súper. Gana quien elimine a los 3 brawlers del oponente. |

- Rotativos

Corresponden a juegos que cambian con otras modalidades cada ciertos tiempo, que viene indicado encima del modo. 
| Nombre del modo de juego | Descripción |
| ------------------------ | --- |
| Atraco                   | Es un modo de juego 3c3, ambos equipos tendrán una caja fuerte con una gran cantidad de vida a los lados del mapa. El objetivo principal será defender tu caja e intentar destruir a toda costa la caja del equipo rival. La partida tiene una duración máxima de 2 minutos y 30 segundos. Si no se logra destruir la caja, ganará el que tenga más % de vida. El contador de % de vida de la caja se muestra en los laterales de la pantalla del juego, justo en la parte superior. |
| Zona restringida         | Es un modo 3c3, en el que debes mantenerte en distintas zonas redondas marcadas para ganar. Cuando entras en una zona, empieza un marcador de porcentaje. Gana el equipo que capture todas las zonas u obtenga más porcentaje después de 3 minutos. |
| Balón Brawl 5c5          | Similar al modo Balón Brawl, a diferencia que es 5c5. El mapa es horizontal y cuenta con una portería más ancha para tener mejor oportunidad de marcar un gol. También gana quien marque 2 o 1 goles antes de que se acabe el tiempo, contando igual con 2 minutos y medio de partida. |
| Noqueo 5c5               | Es un modo 5c5 similar al Noqueo original. Sigue el mismo formato de 3 rondas que se pueden ganar, perder o empatar. A diferencia del original, aquí si un aliado es derrotado, todo el equipo será potenciado dependiendo de la cantidad de aliados que hayan sido derrotados, compensando la desventaja, hasta un máximo de 4. Esto se aplica igual para el equipo rival. |

### Modos de juego del club
Están disponibles a las 400 copas y al unirse a un club. Aquí no se ganan trofeos pero se dan regalos por conseguir buenos resultados.
| Megahucha | Remplazo de la Liga de Clubs implementado en Noviembre de 2023, los jugadores de un club tienen 15 tickets para jugar partidas parecidas al Competitivo, pero con modificadores distintos, por cada partida ganada, se aumentan las recompensas dadas a todos los miembros del club, disponible una vez al mes. |

## Competitivo
El modo competitivo se desbloquea a partir de 1000 trofeos, la competición dura una temporada (4 meses) y el objetivo avanzar entre las 8 ligas existentes hasta llegar a pro. A partir de Diamante, el cuarto nivel, es necesario tener al menos 12 brawlers de fuerza 9 para poder seguir avanzando. Cada partida tiene la posibilidad de tener un modificador aleatorio que afectará a los 2 equipos. Los mapas jugados actualmente son 3v3, se juegan los modos Atrapagemas, Balon Brawl, Caza Estelar, Atraco y Noqueo, y hay 4 posibles mapas para cada modo, que van cambiando cada temporada. El modelo de competitivo actual se implementó el 4 de marzo de 2024.

## Brawlers
| Rareza           | Brawlers |
| ---------------- | --- |
| Brawler inicial  | Shelly |
| Especiales       | Nita, Colt, Bull, Brock, El Primo, Poco, Barley, Rosa |
| Superespeciales  | Jessie, Dynamike, Tick, 8-Bit, Rico, Darryl, Penny, Carl, Jacky, Gus |
| Épicos           | Bo, Emz, Stu, Piper, Pam, Frank, Bibi, Bea, Nani, Edgar, Griff, Grom, Bonnie, Gale, Colette, Belle, Ash, Lola, Sam, Mandy, Maisie, Hank, Pearl, Larry & Lawrie, Angelo, Berry, Shade, Meeple, y próximamente, Trunk            |
| Míticos          | Mortis, Tara, Genio, Max, Señor P, Sprout, Byron, Squeak, Lou, Ruffs, Buzz, Fang, Eve, Janet, Otis, Buster, Gray, R-T, Willow, Doug, Chuck, Charlie, Mico, Melodie, Lily, Clancy, Moe, Juju, Ollie, Finx, Lumi, Jae-Yong, Alli |
| Legendarios      | Amber, Kenji, Leon, Crow, Spike, Sandy, Kit, Cordelius, Chester, Draco, Surge, Meg |
| Ultralegendarios | Kaze |
| Tiempo limitado  | Buzz Lightyear |

### Contenido de un Brawler
- Marca: Demuestra la habilidad y destreza con el brawler que lo posee a través de los trofeos del jugador. La marca más baja es 1 y la más alta es el 50 (si se alcanza con 1000 trofeos). La marca no varía la fuerza o la vida del personaje.
- Maestrías: Un brawler adquiere un nivel de maestría al jugar un número determinado de partidas. Se pueden conseguir más puntos si el brawler tiene más copas, si en Competitivo estás en un rango alto. No se puede conseguir puntos en desafíos o batallas amistosas. Cada nivel de maestría que consigas te dará un número de recursos que dependen de la rareza del brawler. Al terminar una maestría de brawler (oro 3) se te dará un título de maestría único.

- Nivel de Fuerza: Define el daño y la salud del Brawler. Se necesita una cantidad de monedas y puntos de fuerza, que se consiguen completando el Brawl Pass, en la tienda o el Camino de Trofeos. El nivel máximo de cada brawler es el nivel 11, que permite desbloquear la obtención de gadgets, habilidades estelares, refuerzos, y, en algunos brawlers, hipercargas.

- Rarezas: Se dividen en 7 rarezas que se identifican con un color particular visible en cada brawler. Se consiguen de 4 maneras, ya sea por el Camino Starr, la tienda, el Brawl Pass, así como en las recompensas de los Premios Starr. Los brawlers especiales se necesitan 160 créditos, los superespeciales 320 créditos, los épicos 925 créditos, los míticos 1900 créditos, los legendarios 3800 créditos y los ultralegendarios 5500 créditos.

### Habilidades de un Brawler
- Ataque Básico

Es el ataque predeterminado del brawler, cada brawler tiene un diferente, y por lo general un máximo de tres, a excepción de Lily, y Lumi, que tienen 2, Angelo y Hank que tienen un ataque creciente (cuanto más aguanten su ataque más daño hacen), Amber que tiene un ataque decreciente (se va gastando poco a poco), Carl que solo tiene uno y  Brock, con su habilidad estelar `Cuarto cohete´ tiene 4 que se ven recargando automáticamente cuando se gastan.
- Superhabilidad

La superhabilidad del brawler disponible desde el nivel uno, se carga acertando ataques básicos y en algunos casos automáticamente. Son ataques poderosos con efectos diversos 
- Gadget

Se desbloquean cuando el brawler llega a fuerza 7. Cuestan 1000 monedas. Agrega un nuevo botón a la pantalla y cada brawler posee 2. Estos tienen distintos tiempos de cooldown y se pueden obtener en la selección de brawlers o premios Starr.
- Habilidad estelar

Se desbloquea cuando el brawler alcanza la fuerza 9, con un precio de 2000 monedas. Cada brawler posee 2. Son habilidades pasivas que agregan nuevas mecánicas, las cuales siempre están activas. Se pueden obtener en la selección de brawlers o premios Starr.
- Refuerzos

Se desbloquea al nivel 8 con 1 espacio para 1 refuerzo. Se compran desde la selección de brawlers y al nivel 10, se desbloquea otro espacio. Se dividen en rarezas y agregan habilidades pasivas a los brawlers que son: Superespecial (disponibles para todos por 1000 monedas), Épico (disponibles para algunos por 1500 monedas) y Míticos (disponibles para algunos por 2000 monedas)
- Hipercarga

Se desbloquea al subir al nivel 11 un brawler, actualmente algunos brawlers no la poseen. La hipercarga durante unos segundos hace más fuerte al brawler y se carga parecido al súper, agregándole una habilidad a este.

### Temporadas
| Temporada | Título de la temporada        | Brawler de temporada | Duración de la temporada                                       | Descripción y cambios |
| --------- | ----------------------------- | -------------------- | -------------------------------------------------------------- | --- |
| 1         | El Bazar de Tara              | Gale                 | 13 de mayo de 2020 al 6 de julio de 2020. (54 días)            | Esta temporada estaba ambientada en lo místico. El pase introdujo a Gale y su nueva skin Gale Mercader. Este pase solo poseía 60 tiers y no poseía una skin de cortesía del Brawl Pass. |
| 2         | Verano Monstruoso             | Surge                | 6 de julio de 2020 al 14 de septiembre de 2020. (70 días)      | Esta temporada estaba ambientada en la ciudad. El pase introdujo a Surge y su skin Surge Paladín Meca, además de la skin de Brock Super Ranger. Todos los pases después de este tienen 70 tiers y una skin gratis con el Brawl Pass. |
| 3         | ¡Bienvenidos a Starr Park!    | Colette              | 14 de septiembre de 2020 al 23 de noviembre de 2020. (70 días) | Esta temporada se ambientó en Starr Park, un parque de atracciones, que unía el resto de temas. El pase incluyó a Colette y su skin Colette Maléfica, además de Poco Starr. |
| 4         | Escapada Invernal             | Lou                  | 23 de noviembre de 2020 al 1 de febrero de 2021. (70 días)     | Esta temporada se ambientó en el hotel helado, e introdujo a Lou, Rey Lou y Dynamike Botones. |
| 5         | La Fuerza Starr               | Ruffs                | 1 de febrero de 2021 al 12 de abril de 2021. (70 días)         | Esta temporada se ambientó en el espacio exterior, en la nave del Coronel Ruffs. El pase introdujo a Ruffs, Ruffs Samurái y D4R-RY1. |
| 6         | La Banda del Brazo de Oro     | Belle                | 12 de abril de 2021 al 21 de junio de 2021. (70 días)          | La temporada se ambientó en el Salvaje Oeste, y el pase incluyó a Belle, Belle Brazo de Oro y Colt Pistolero, esa temporada se añadió a Squeak. |
| 7         | Aquaparque Jurásico           | Buzz                 | 21 de junio de 2021 al 30 de agosto de 2021. (70 días)         | Esta temporada se ambientó en un parque acuático. Su pase incluyó a Buzz, Buzz Rebelde y Carl Surfista. Buzz Rebelde, Stu Metalero y Poco Punki eran parte del clip musical de Brawl Stars Bad Randoms. |
| 8         | Érase una vez un Brawl        | Ash                  | 30 de agosto de 2021 al 8 de noviembre de 2021. (70 días)      | La temporada se basó en los cuentos de hadas y la Edad Media. El pase incluyó a Ash, Ash Ninja y Shelly Princesa. |
| 9         | Brawlywood                    | Lola                 | 8 de noviembre de 2021 al 17 de enero de 2022. (70 días)       | Esta temporada se basaba en un estudio cinematográfico, denominado Brawlywood, clara referencia a Hollywood. El pase incluyó a Lola, Lola Rebelde y B-800, una skin de Bull. |
| 10        | El Año del Tigre              | Fang                 | 17 de enero de 2022 al 7 de marzo de 2022. (49 días)           | El pase se basó en videojuegos de lucha clásica de la época retro. Incluyó a Fang, Fang Furioso y Rosa Comandante. |
| 11        | El Biodomo                    | Eve                  | 7 de marzo de 2022 al 2 de mayo de 2022. (56 días)             | Se inspiró en un invernadero, cuyo nombre es el Biodomo. El pase incluyó a Eve, Eve Espinosa y Rico Luciérnaga. |
| 12        | Espectáculo Acrobático        | Janet                | 2 de mayo de 2022 al 4 de julio de 2022. (63 días)             | La temporada se basó en un show de acrobacias, una especie de circo. El pase incluyó a Janet, Janet Valquiria y Carl Motorista. |
| 13        | Lucha en el Fondo del Mar     | Otis                 | 4 de julio de 2022 al 5 de septiembre de 2022. (63 días)       | La temporada se basó en el océano y las criaturas submarinas. El pase incluyó a Otis, Faraotis y Colt Dientes de Tiburón. |
| 14        | La Fábrica de Robots          | Sam                  | 5 de septiembre de 2022 al 7 de noviembre de 2022. (63 días)   | La temporada se ambientó en una fábrica de robots ubicado en el Salvaje Oeste. El pase incluyó a Sam, Sam César y Poco Forajido. |
| 15        | Estación Fantasmal            | Buster               | 7 de noviembre de 2022 al 2 de enero de 2023. (56 días)        | La temporada se ambientó en una estación de tren abandonada habitada por personajes fantasmales y Gus que convive con ellos. El pase incluyó a Buster, Buster Motosierra y a Penny Reino Mapache. |
| 16        | Chuchelandia                  | Mandy                | 2 de enero de 2023 al 6 de marzo de 2023. (63 días)            | La temporada se basó en un mundo donde abundan las chuches y todo es comestible. El pase incluyó a Mandy, Mandy Magmática y a Nita Gominola. |
| 17        | Misterio en Starr Park        | R-T                  | 6 de marzo de 2023 al 1 de mayo de 2023. (56 días)             | La temporada volvió a estar ambientada en Starr Park, el parque de atracciones que conecta a los temas de temporadas anteriores. El pase incluyó a R-T, R-T Carmesí y a El Mayordomo, una skin de El Primo. |
| 18        | El Rescate                    | Maisie               | 1 de mayo de 2023 al 3 de julio de 2023. (63 días)             | La temporada se ambientó en una selva, hogar de Bo, Nita y Leon. El pase incluyó a Maisie y su skin Maisie Reina de la Selva. La skin del primer nivel del pase fue eliminada y reemplazada por blines. |
| 19        | Bosque Encantado              | Cordelius            | 3 de julio de 2023 al 11 de septiembre de 2023. (70 días)      | La temporada se ambientó en un bosque con muchas setas tóxicas y objetos de nuestra vida cotidiana que han cobrado vida. El pase incluyó a Cordelius y su skin Cordelius Mente de Esporas. |
| 20        | Vuelta al Rancho              | Pearl                | 11 de septiembre de 2023 al 6 de noviembre de 2023. (56 días)  | La temporada se ambientó en el rancho del viejo oeste; hogar de Shelly, Colt y Spike. El pase incluyó a Pearl y su skin Pearl Periscópica. |
| 21        | Circo de Curiosidades         | Charlie              | 6 de noviembre de 2023 al 4 de enero de 2024. (59 días)        | La temporada se ambientó en el circo de las curiosidades, hogar de la nueva brawler Charlie. El pase incluye a Charlie y su skin Charlie Rosal. Es el último pase con forma de pago por gemas y brawlers cromáticos. |
| 22        | Estudios Starr de Animación   | Kit                  | 4 de enero de 2024 al 1 de febrero de 2024. (28 días)          | La temporada se ambientó en un estudio de animaciones, donde hay desde dibujos de los 40's, dibujos estilo anime, hasta dibujos animados modernos, además, es el lugar de trabajo del nuevo brawler Kit. Se presentó el primer Brawl Pass Plus,fue la primera vez en que no se incluyó un brawler en el tier 30,para remplazarlo trajo un brawler épico de tu elección o 1000 créditos. El Brawl Pass también incluye la skin de Colette doncella rosa, y el Brawl Pass Plus añade dos recolores, Colette doncella amarilla y Colette doncella verde. El Brawl Pass Plus también incluye en su última marca, la 50, el título para tu perfil de jugador, que dice: El Origen. |
| 23        | Año del Dragón                | Larry & Lawrie       | 1 de febrero de 2024 al 7 de marzo de 2024. (35 días)          | La temporada se ambienta en el Año Nuevo Lunar Chino de el 2024, donde el juego está ambientado en el Año del Dragón (el animal del año 2024), el Brawl Pass sigue siendo igual excepto por los pines (que son de un Dragón) los sprays y los iconos de perfil (también de un Dragón) y las skins de el brawler Kit, que el Brawl Pass normal incluye a la skin de Kit Garra Marcial en el nivel 50 (y último), y con el Brawl Pass Plus las 2 variantes de la skin final, las cuales se llaman: Kit Garra Oscura y Kit Garra Dorada. El Brawl Pass Plus también incluye en su última marca, la 50, el título para tu perfil de jugador, que dice: El Dragón Dorado.          |
| 24        | Arenas del Tiempo             | Angelo               | 7 de marzo de 2024 al 4 de abril de 2024. (28 días)            | El Brawl Pass está ambientado en una temática del desierto. El Brawl Pass incluye pines de relojes de arena, además de un spray, un icono de perfil y la skin de Shelly bailarina oriental en el nivel 50. El Brawl Pass Plus también incluye el título de jugador "Atemporal" y variantes de color de la skin final, las cuales se llaman: Shelly bailarina oriental turquesa y Shelly bailarina oriental malva. |
| 25        | Ragnarok                      | Melodie              | 4 de abril de 2024 al 2 de mayo de 2024. (28 días)             | El Brawl Pass está ambientado en una temática de la mitología nórdica, específicamente en el Ragnarok. Incluye pines de calaveras con casco nórdico, el título de jugador "Poder divino", skins y variantes de color para Buzz siendo inspiradas en un fenrir en el nivel 50. |
| 26        | Godzilla                      | Lily                 | 2 de mayo de 2024 al 6 de junio de 2024. (35 días)             | El Brawl Pass está ambientado en una temática de Godzilla. El Brawl Pass incluye pines de Godzilla, además de un spray, un icono de perfil y la skin de Tick mecagidorah en el nivel 50. El Brawl Pass Plus también incluye el título de jugador "Gojira" y variantes de color de la skin final. |
| 27        | Ciberlucha                    | Draco                | 6 de junio de 2024 al 4 de julio de 2024. (28 días)            | El Brawl Pass está ambientada en una temática de hackers y virus cibernético. El Brawl Pass incluye pines de hackers, además de un spray, un icono de perfil y la skin de Brock hacker en el nivel 50. El Brawl Pass Plus también incluye el título de jugador "Es un bot" y variantes de color de la skin final: Brock hacker de oro y Brock hacker RGB. |
| 28        | Dioses contra Monstruos       | Berry                | 4 de julio de 2024 al 1 de agosto de 2024. (28 días)           | La temática del Brawl Pass está basada en la mitología griega. El Brawl Pass incluye pines de dracmas, así como un spray, un icono y el aspecto de Emz Gorgona. El Brawl Pass Plus incluye las variantes de Emz Gorgona rubí y Emz Gorgona zafiro, así como el título de jugador "Inmortal". |
| 29        | Paintbrawl                    | Clancy               | 1 de agosto de 2024 al 5 de septiembre de 2024. (35 días)      | Tuvo de temática principal el fondo del mar y el Paintball. Se incluyeron en el Brawl Pass pines de pulpos y una skin para Sandy llamada Sandy Medusa, contando con dos recolores para el Brawl Pass Plus, que además incluía un título llamado "Vida vandálica". |
| 30        | Bob Esponja                   | Moe                  | 5 de septiembre de 2024 al 3 de octubre de 2024. (28 días)     | Se ambienta en la temática de Bob Esponja. El Brawl Pass incluye pines inspirados en el protagonista de la serie, un icono y un spray. La skin de nivel 50 está inspirada en el personaje de Calamardo Tentáculos, contando con 2 recolores para la versión del Brawl Pass Plus. Y este mismo incluye un título referenciando a Bob Esponja que es "Pantalones cuadrados". John Cena colaboró con Brawl Stars esta temporada haciendo un anuncio, para después teenr un evento especial dentro del juego donde se podía obtener un icono de jugador ambientado en él. |
| 31        | Pesadillas                    | Kenji                | 3 de octubre de 2024 al 7 de noviembre de 2024. (35 días)      | |
| 32        | Ángeles contra demonios       | Juju                 | 7 de noviembre de 2024 al 5 de diciembre de 2024. (28 días)    | Temática mitológica. Introdujo una mecánica que hacía que cada día fueras un ángel o un demonio. Eso no afecta al juego, pero sí que cada rol tiene 6 habilidades exclusivas diferentes. |
| 33        | Estudios Starr de Animación 2 | Shade                | 5 de diciembre de 2024 al 2 de enero de 2025. (28 días)        | |
| 34        | Fuerza Starr                  | Meeple               | 2 de enero de 2025 al 6 de febrero de 2025. (35 días)          | |

- En negrita los brawl pass que son de colaboración.
- Cabe destacar que las skins de los Brawl Pass de las temporadas 1 a 10 y 26 son exclusivas y no se pueden volver a conseguir una vez finaliza la temporada del Brawl Pass. En los demás Brawl Pass, las skins regresan después de un año. [5][6]
- Desde el Brawl pass de Estudios Starr de animacion no volvieron a agregar brawlers nuevos al pase.

## Desafíos especiales

### Brawl Stars Championship.
Gana un total de 15 partidas en 5 modos de juego diferentes 3vs3 para clasificarte en el campeonato mundial de Brawl Stars. Cabe destacar que se debe tener 16 años o más para poder ir al campeonato. Conforme avances conseguirás puntos estelares,  pins y monedas. Puedes perder hasta en cuatro ocasiones, de haber perdido cuatro veces, habrás quedado eliminado y no podrás seguir compitiendo. Este campeonato se realiza el primer fin de semana de diciembre de cada año. En este campeonato se encuentran equipos de tres jugadores, los cuales competirán en una clasificación para obtener el primer lugar y su recompensa, la copa de la Brawl Stars Championship y un millón de euros. Este evento es comentado en directo por varios streamers en diferentes idiomas. Dentro del juego, los jugadores pueden comprar, con gemas o dinero, emoticonos y accesorios de los equipos de la competición.

### Desafíos Especiales
Gana un número de partidas predeterminado en varios modos de juego para ganar una recompensa, usualmente una skin. Si no se gana un desafío de skin, ésta se añadirá a la rotación de la tienda con un costo determinado de gemas.

## Colaboraciones
Actualmente Brawl Stars ha colaborado con las siguientes empresas o marcas:
Clash Royale, Clash of Clans, Hay Day y Squad Busters (también de Supercell)
Equipos del competitivo de Brawl Stars
Line Friends
PSG
Master League Latam
BT21
Baby Shark
Godzilla
Bob Esponja
Toy Story
Uno
A menudo también se suelen lanzar skins que hacen referencia a otra empresa o marca sin poseer los derechos. Por ejemplo, a JoJo's, Hora de aventuras o South Park.

## Eventos comunitarios
Desde el 1 de diciembre de 2022, Supercell realiza eventos comunitarios anunciados en sus redes sociales, en los cuales otorga recompensas mientras que la comunidad cumple unos objetivos para conseguir las recompensas. El progreso del evento puede seguirse en la pestaña de "Novedades" dentro del juego. 
Evento de "byebyeboxes"
Fue el primer evento comunitario, anunciado junto a la eliminación de las cajas brawl. 
Otorgaba el aspecto de Darryl Omegacaja al alcanzar las 4 mil millones de eliminaciones entre todos los jugadores, además de una omegacaja, una variante de megacaja que incluía más recursos y 10 gemas. 
También se anunció un sorteo a través de los creadores de contenido del juego, el cual ofrecía la posibilidad de obtener 5 o 200 megacajas (esta última cifra en una posibilidad baja) 
Evento de "ShootingStarrDrops"
Fue anunciado el 3 de octubre de 2023. Ofrecía Premios Starr de distintas rarezas, que se conseguían alcanzando objetivos de eliminaciones. 
También se anunció un sorteo a través de creadores de contenido, el cual ofrecía 170 gemas y una probabilidad baja de pedir cualquier deseo relacionado con el juego. 
Evento de "ChromaNoMore"
Fue anunciado el 1 de diciembre de 2023, junto a la eliminación de los créditos cromáticos y de la rareza cromática de brawlers. Alcanzando objetivos de eliminaciones, se desbloqueaban eventos de Premios Starr dobles, Fiebre de maestría, Lluvia de monedas, Lluvia de créditos cromáticos, Duplicadores de fichas y un Premio Starr legendario. 
Evento de "BrawlTogether"
Fue anunciado el 26 de enero de 2024. Incluía como recompensas eventos y Premios Starr. Las eliminaciones en el evento contaban el doble si se hacían en equipo. 
Evento de "BrawlLikeAGirl"
Fue anunciado el 8 de marzo de 2024 por el Día Internacional de la Mujer. El evento incluía eventos y un Premio Starr legendario como recompensas. Además, las eliminaciones solo contaban si se realizaban con un brawler femenino. 
Evento de "100StarrDrops"
Fue anunciado el 15 de marzo de 2024. En el evento, se otorgaban Starr Drops aleatorios mientras se cumplían objetivos por abrir Premios Starr especiales. El evento finalizaba con 100 Premios Starr a los jugadores que tuvieran más de 400 trofeos. 
Evento de "ThumbsUpForBrawl"
Fue anunciado el 10 de junio de 2024. El evento contenía 5 Starr Drops legendarios como recompensa final, así como ventajas de maestría, XP y doble Starr Drop diario. Para alcanzar el hito, se requería usar el pin de "pulgares arriba" o "like" en cualquier tipo de partida.
Evento de "BoxVsDrops"
Fue anunciado el 15 de agosto del 2024. El evento contenía 60 Premios Starr y/o 10 Megacajas en su recompensa final.
Evento de "DeadGame"
Fue anunciado el 17 de octubre del 2024. el evento contenía 10 Necrocajas en su carca final.
Evento de "Play2Win"
Fue anunciado el 14 de abril del 2025. Otorga una Ultra caja (Ultrabox en ingles) al alcanzar 10 mil millones de eliminaciones (en el transcurso de las eliminaciones también se dan otras recompensas)

## Recepción
En la Google Play tiene una recepción de 4,6 sobre 5, y a la fecha de día de hoy, tiene más de 20 millones de críticas. En la App Store tiene una recepción de 4,7 sobre 5, con más de 200 mil valoraciones.